# Driver 3
Driv3r  (стилизованно DRIV3R), также известная как Driver 3 — видеоигра в жанре action-adventure, разработанная студией Reflections Interactive и изданная компанией Atari в 2004 году. Является третьей частью серии Driver. Локализатором в России выступила компания «1С», которая выпустила игру полностью на русском языке.

## Сюжет
В игре предлагается пройти 26 миссий различной сложности в роли полицейского Джона Таннера, расследующего дело о международном угоне машин. По ходу игры нужно побывать в трёх реально существующих городах:
- Майами — миссии 1-10,
- Ницца — миссии 11-19,
- Стамбул — миссии 20-26.

Помимо прохождения миссий, игроку можно просто путешествовать по Майами и Ницце (Стамбул открывается после прохождения всех миссий в указанных городах). Во время путешествия можно изменять время суток (утро, день, вечер, ночь) и погоду (солнечно, облачно, дождь).
На четвёртой миссии нужно будет внедриться под прикрытием в высокоорганизованную мафию South Beach, выполняя по ходу прохождения игры их задания различного типа: от угона машин до заказного убийства конкурентов. Работая в банде, Таннер получает достаточно много полезной информации: как о заказчике угнанных машин, так и о том, где будут происходить сделки по их перепродаже. Вся добываемая им информация позже передаётся полицейским.
Но в последней миссии в Ницце всё меняется. Таннера выдаёт один из жестоких убийц, имеющий связи в банде — Джерико, после чего полицейский чудом спасается, подслушивая разговор банды, а затем улетая в Стамбул.
На последней миссии нужно поймать Джерико, догнав поезд, на котором он скрывается. Потом, на одной из станций на окраине Стамбула, Джерико спрыгивает с поезда. На улице его уже поджидают два напарника-полицейских Таннера, которых он будет защищать, отстреливаясь от многочисленных охранников Джерико. Затем у Таннера с Джерико будет схватка один на один, но убить бандита непросто, а здоровье Таннера оставляет желать лучшего. Но он может укрываться за мусорным баком. После того, как Джерико нанесён решающий удар, тяжело раненый бандит стреляет в главного героя. Обоих отвозят в больницу. В показанном в самом начале игры ролике, главного героя реанимировали, но не смогли спасти. Однако, в финальном видеоролике видно, как Джерико умирает (тем не менее, в Driver: San Francisco выясняется, что он выжил, как и Таннер), а состояние Таннера удаётся стабилизировать.
После этого можно вновь пройти любую миссию, игроку доступно всё оружие и все три города. Помимо того, что с самого начала игры доступны все виды автомобилей на выбор, можно передвигаться на катерах, моторных лодках и мотоциклах. Дальнейшие события развиваются в Driver: San Francisco, вышедшей в 2011 году.
Помимо консолей и компьютеров, в октябре 2005 года игра была портирована на Game Boy Advance. В отличие от основной версии, она была оценена ESRB как Teen, а также была выпущена в сильно усечённом варианте. Действие в ней происходит только в Майами и Ницце. В основе миссий могут лежать перестрелки, зачистки и уничтожения врагов на улице и (или) в помещениях, доступных только на время выполнения заданий, уничтожение автомобилей, нелегальных складов, морских судов или объектов, погони за потенциальными преступниками, сопровождение других полицейских автомобилей при выезде на допросы или задержания. В отдельных миссиях игры для Game Boy Advance игроку также нужно доехать до определённой точки на карте за ограниченное время, отображающееся на таймере в верхней части экрана. Время суток меняется автоматически в зависимости от продвижения игрока по сюжету, погодные условия остаются без изменений.

## Оценки и мнения
| Сводный рейтинг         | Сводный рейтинг | Сводный рейтинг | Сводный рейтинг | Сводный рейтинг | Сводный рейтинг |
| Издание                 | Оценка          | Оценка          | Оценка          | Оценка          | Оценка          |
| Издание                 | GBA             | PC              | PS2             | Xbox            | Мобильные       |
| ----------------------- | --------------- | --------------- | --------------- | --------------- | --------------- |
| GameRankings            | 50 %            | 41,21 %         | 58,34 %         | 59,98 %         | 79 %            |
| Metacritic              | N/A             | 40/100          | 57/100          | 56/100          | N/A             |
| Иноязычные издания      |                 |                 |                 |                 |                 |
| Издание                 | Оценка          | Оценка          | Оценка          | Оценка          | Оценка          |
| Издание                 | GBA             | PC              | PS2             | Xbox            | Мобильные       |
| Edge                    | N/A             | N/A             | 3/10            | 3/10            | N/A             |
| EGM                     | N/A             | N/A             | 7,5/10          | 7,5/10          | N/A             |
| Eurogamer               | N/A             | N/A             | N/A             | 3/10            | N/A             |
| Game Informer           | N/A             | N/A             | 6/10            | 6/10            | N/A             |
| GamePro                 | N/A             | N/A             | [ 15 ]          | [ 15 ]          | N/A             |
| GameRevolution          | N/A             | N/A             | D+              | D+              | N/A             |
| GameSpot                | N/A             | 3,8/10          | 5,4/10          | 5,4/10          | 7,5/10          |
| GameSpy                 | N/A             | N/A             | N/A             | [ 21 ]          | [ 22 ]          |
| GameZone                | N/A             | N/A             | 5,9/10          | 5,7/10          | N/A             |
| IGN                     | N/A             | 5,4/10          | 5,4/10          | 5,5/10          | 8/10            |
| Nintendo Power          | 5,5/10          | N/A             | N/A             | N/A             | N/A             |
| OPM                     | N/A             | N/A             | [ 30 ]          | N/A             | N/A             |
| OXM                     | N/A             | N/A             | N/A             | 4,8/10          | N/A             |
| PC Gamer (US)           | N/A             | 51 %            | N/A             | N/A             | N/A             |
| The Cincinnati Enquirer | N/A             | N/A             | [ 33 ]          | [ 33 ]          | N/A             |
| The Times               | N/A             | N/A             | [ 34 ]          | [ 34 ]          | N/A             |

Driv3r была сдержанно воспринята игровой прессой, в основном критиковалась нереалистичная физика людей и завышенная сложность миссий. Журнал «Страна игр» назвал игру разочарованием 2004 года. На сайте AG.ru игра получила оценку в 38 %.